# Рубіжне (Покровський район)
Рубі́жне (Снігаровка) — село Добропільської міської громади Покровського району Донецької області, Україна.

## Історія

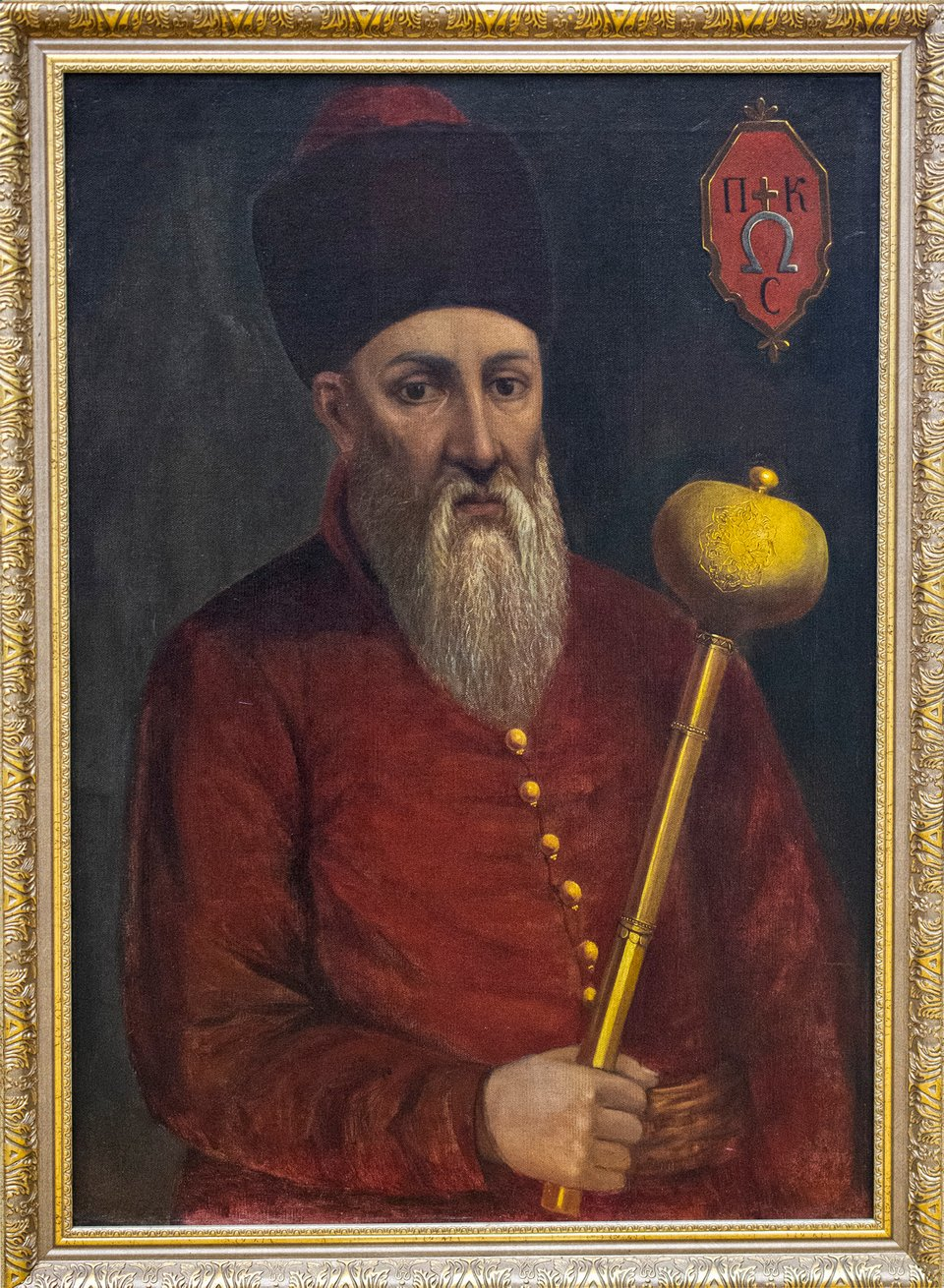

### Заснування
Територія села була в стародавні часи частиною Залозного шляху, по якому в часи Київської Русі переправляли сіль.

### Козацький період
У часи Запорізької Січі тут був козацький волок з річки Бик в річку Грузька. Під час будівництва другої черги каналу «Дніпро — Донбас» в районі села Золотий Колодязюь знайшли залишки «чайок» гетьмана Петра Сагайдачного. Долину і балки системи річки Казений Торець запорожці освоювали в XVII—XVIII сторічч. Село Рубіжне виникло на місці сторожової застави запорізьких козаків кінця XVII — початку XVIII сторіччя.

### Російська імперія
Село засноване приблизно в 1860 році. На території землі, оточуючої нинішнє село Рубіжне була розташована економія пана Снігірьова. Він мав маєток, який був розташований на північ літнього табору бригади № 03, де ще й зараз зустрічаються залишки споруди. Села тоді не було.
Пан Грузчан, який жив на території нинішнього села Грузьке, видав свою доньку в шлюб із сином пана Снігірьова і в посаг доньці дав селян, яких пан Снігірьов поселив на березі річки Бик. Для садиб селянам він віділив по 4 десятини землі, але то були найгірші, самі незручні ділянки землі. Спочатку в селі налічувалося 37 дворів з 260 жителями. Село входило до складу Казенно-Торсько-Олексіївської волості, Бахмутського повіту, Катеринославської губернії.
Південніше, в Харцизькій балці в XIX сторіччі виник хутор Пастуха.
Селяни після скасування кріпацтва працювали на пана 3 дні, а 3 дні на своїх ділянках землі. Через нестачу землі й неможливість її викупити у пана селяни їхали до Сибіру. Так з села виїхали сім'ї Стогнушенко Андрія і Компанійця Михайла. Які вернулися в село після Лютневої революції, їм виділили як і всім селянам по дві десятини відібраних земель у пана.
Станом на 1908 рік, в селі Рубіжне було 42 двори, де проживало 318 осіб. Селяни користувалися 240 десятинами зручної, 11 десятинами незручної та 260 десятинами придбаної землі (дані 1909 і 1915 років).
У 1912 році Слов'янською міською управою було розроблено проєкт шлюзування річки Сіверський Донець і судноплавного каналу з річки Дон до річки Дніпро, — із використанням колишнього волоку в районі Рубіжного.

### УРСР
Після революції в селі вже було 69 дворів з 490 жителями. Ці 69 сімей користувались 240 десятинами землі. У 30 роках ХХ сторіччя в Рубіжному відкрилися дитсадок і початкова школа (зруйнована в роки другої світової війни, відновлена в 1958 році, ліквідована в 70 роках ХХ сторіччя). З 50 років ХХ сторіччя в Рубіжному функціонував сільський клуб. Також в селі є братська могила радянським воїнам.

### Російсько-українська війна
Із 4 по 16 серпня 2025 року, в результаті спільних дій частин і підрозділів Національної гвардії України та Збройних Сил України, які входять до складу 1-го корпусу НГУ «Азов», у Донецькій області зачищено населені пункти: Грузьке, Рубіжне, Нововодяне, Петрівка, Веселе, Золотий Колодязь.

## Жертви сталінських репресій
- Дерев'янко Микола Матвійович, 1905 року народження, село Рубіжне Добропільського району Донецької області, українець, освіта 2 класи, безпартійний. Проживав в селі Рубіжне Добропільського району Сталінської (Донецької) області. Староста сільської общини. Заарештований 08 березня 1943 року. Військовим трибуналом військ НКВС по Сталінській (Донецькій) області засуджений на 10 років ВТТ з позбавленням прав на 5 років та конфіскацією майна. Реабілітований у 1968 році.
- Денисенко Олексій Леонтійович, 1919 року народження, село Рубіжне Добропільського району Донецької області, українець, освіта 7 класів, безпартійний. Проживав в селі Рубіжне Добропільського району Сталінської (Донецької) області. Колгоспник  колгоспу «Новий побут». Заарештований 25 грудня 1943 року. Військовим трибуналом 3 гвардійської армії засуджений на 10 років ВТТ з позбавлення прав на 3 роки. Реабілітований у 1956 році.
- Парпара Герасим Дмитрович, 1887 року народження, село Велика Новосілка Великоновосілківського району Донецької області, грек, освіта початкова, безпартійний. Проживав в селі Рубіжне Добропільського району Донецької області. Бджоляр радгоспу. Заарештований 31 грудня 1937 року. Засуджений Особливою нарадою при НКВС СРСР до розстрілу. Даних про виконання вироку немає. Реабілітований у 1989 році.